# Michael Angelo Batio
 (octobre 2020).
Si vous disposez d'ouvrages ou d'articles de référence ou si vous connaissez des sites web de qualité traitant du thème abordé ici, merci de compléter l'article en donnant les références utiles à sa vérifiabilité et en les liant à la section « Notes et références ».
Michael Angelo Batio, aussi connu sous le nom de Michael Angelo, ou encore Mike Batio, est un guitariste américain né le 12 juin 1956 à Chicago dans l'Illinois. Il a étudié à la Northeastern Illinois University et est diplômé en théorie musicale et en composition. Le magazine Guitar One l'a classé comme le shreddeur le plus rapide au monde.

## Histoire
Michael Angelo Batio a débuté la guitare à dix ans. Il pouvait alors jouer plus vite que son professeur en l'espace de deux ans. Il a aussi inventé et joué avec succès sur la toute première « Quad » guitar (guitare à quatre manches),. Cependant, l'instrument a été volé pendant un concert de Nitro à El Paso, au Texas, et seulement deux des quatre parties nécessaire pour l'assembler ont été retrouvées. C'est pour cela qu'il n'a pas joué la quad guitare depuis de nombreuses années, mais à l'issue du NAMM 07 Dean lui ont recréé une nouvelle quad-guitar. La Double-Guitar est une autre de ses innovations. Il en joue régulièrement que ce soit en studio ou en public. Il utilise aussi des String Dampeners (qui servent à étouffer les cordes pour éviter des résonances) qu'il a créés : c'est un accessoire attachable au sillet et qui est positionné sur la guitare pendant qu'il joue. Ils permettent au guitariste, d'utiliser facilement la technique du legato et du tapping en éliminant les sons parasites. Michael est aussi remarquable pour sa technique pianistique qui lui permet de jouer en variant l'orientation de ses mains autour du manche, par exemple jouer au-dessus plutôt qu'en dessous comme le guitariste conventionnel.
Michael explique que le nom de son dernier album Hands Without Shadows (Les mains sans ombres) fut inspiré par ses fans Chinois qui étaient impressionné par la vitesse avec laquelle il pouvait changer l'orientation de ses mains, si vite qu'il n'y aurait pas d'ombre. (C'est la technique du « Over-Under » qui est sa technique signature. Il l'utilise uniquement sur scène, comme le faisait Jimmy Page avec son archet de violon).
Le talent de Michael Angelo peut être admiré dans le film Shock 'Em Dead (1991) où le personnage d'Angel Martin fait un pacte avec le diable pour devenir un Dieu de la Guitare.
Michael Angelo utilise des guitares Dean depuis longtemps, et en fait la promotion partout dans le monde lorsqu'il se rend dans différents pays pour enseigner des masterclass. Il a élaboré trois modèles de guitares « signature » (MAB1 en deux versions et MAB2) disponibles chez Dean Guitars. Michael propose également treize DVD dont la popularité est grande, et où il explique comment jouer sa musique : Speed Lives et Speed Kills. De plus le site de Dean Guitars propose maintenant un DVD dédié au solo de la Double-Guitar. On y trouve notamment des extraits de Smoke on the Water (Deep Purple), Purple Haze (Jimi Hendrix) et Crazy Train (Ozzy Osbourne).
Lorsqu'il était étudiant, Michael a donné des cours au guitariste Tom Morello (de Rage Against the Machine et de Audioslave), qui lui a exprimé sa reconnaissance dans un article du magazine Guitar World en 2005.
À partir de 2021, Batio est un artiste signature de Sawtooth Guitars.
Il intègre le groupe Manowar en 2023

## Discographie
- No Boundaries (1995)
- Planet Gemini (1997)
- Tradition (1999)
- Lucid Intervals and Moments of Clarity (2000)
- Holiday Strings (2001)
- Lucid Intervals and Moments of Clarity Part 2 (2004)
- Hands Without Shadows (2005)
- 2 X Again (2007)
- Hands Without Shadows 2 – Voices (2009)
- Backing Tracks (2010)
- Intermezzo (2013)
- Shred Force 1: The Essential MAB (2015)
- Soul in Sight (2016)
- More Machine Than Man (2020)

## DVD
Michael Angelo Batio présente sa technique guitaristique dans plusieurs DVD, dont les séries Speed Kills et Speed Lives.